# Nationalstadion Bukit Jalil
Das Nationalstadion Bukit Jalil (malaiisch Stadium Nasional Bukit Jalil) ist ein Fußballstadion mit Leichtathletikanlage im 200 Acre (rund 809.371 m2) großen Kompleks Sukan Negara in Bukit Jalil, einem Vorort südlich der malaysischen Hauptstadt Kuala Lumpur. Die Anlage löste das Merdeka Stadium als Nationalstadion des Landes ab.

## Geschichte
Das Stadion mit einer elliptischen Grundform wurde von 1994 bis 1998 für die Commonwealth Games errichtet. Die Eröffnung fand am 1. Januar 1998 statt. Es bot ursprünglich 100.200 Zuschauerplätze. Die Zahl wurde mittlerweile auf 87.411 Sitzplätze, darunter 200 behindertengerechte Plätze, reduziert.  Das Spielfeld wird von einer neunspurigen Leichtathletikanlage umfasst. Die drei umlaufenden Tribünenränge werden von einer transluzenten Membran aus Polyurethan überspannten Dachkonstruktion gedeckt. Hinter beiden Toren auf den Tribünen ist jeweils eine Videowand in der Nord- und Südkurve installiert. Die Flutlichtanlage mit Halogen-Metalldampflampen bietet eine für Fernsehübertragungen ausreichende Beleuchtungsstärke von 1.500 Lux. Der Stadioninnenraum ist durch einen Graben von den Zuschauerrängen getrennt.
Gegenwärtig wird das Stadion überwiegend für Fußballspiele genutzt und ist Austragungsort der Heimspiele der malaysischen Fußballnationalmannschaft. In den Jahren 1998, 2001 bis 2010 und 2014 fand das Endspiel des Malaysia Cup im Stadion von Bukit Jalil statt. Es war ebenso Austragungsort der Südostasienspiele 2001. 2003 traten die englischen Mannschaften Newcastle United, Birmingham City und der FC Chelsea im ersten FA Premier League Asia Cup im Nationalstadion gegen die malaysische Fußballnationalmannschaft an. Ende 2006 war das Nationalstadion Hauptstätte der FESPIC Games (Ferner Osten und Südpazifikspiele der Behinderten). Im Jahr 2007 war es einer der Spielorte bei der Fußball-Asienmeisterschaft. Die Sportstätte war eines von vier Stadien der ASEAN-Fußballmeisterschaft 2012 auch bei der ASEAN-Fußballmeisterschaft 2014 kam die Spielstätte zum Einsatz. Im Oktober 2022 fand im Stadion das Finale des AFC Cups 2022 zwischen dem Kuala Lumpur City FC und dem al-Seeb Club aus dem Oman (0:3) statt.
Der Sportkomplex inklusive Stadion soll für 1 Milliarde MYR renoviert werden. Dafür laufen derzeit die Planungen.

## Tribünenkapazitäten
Die 87.411 Plätze des Stadions verteilen sich auf drei Ränge.
- Unterrang: 37.265 Sitzplätze
- Mittelrang: 26.586 Sitzplätze
- Oberrang: 23.560 Sitzplätze

## Galerie

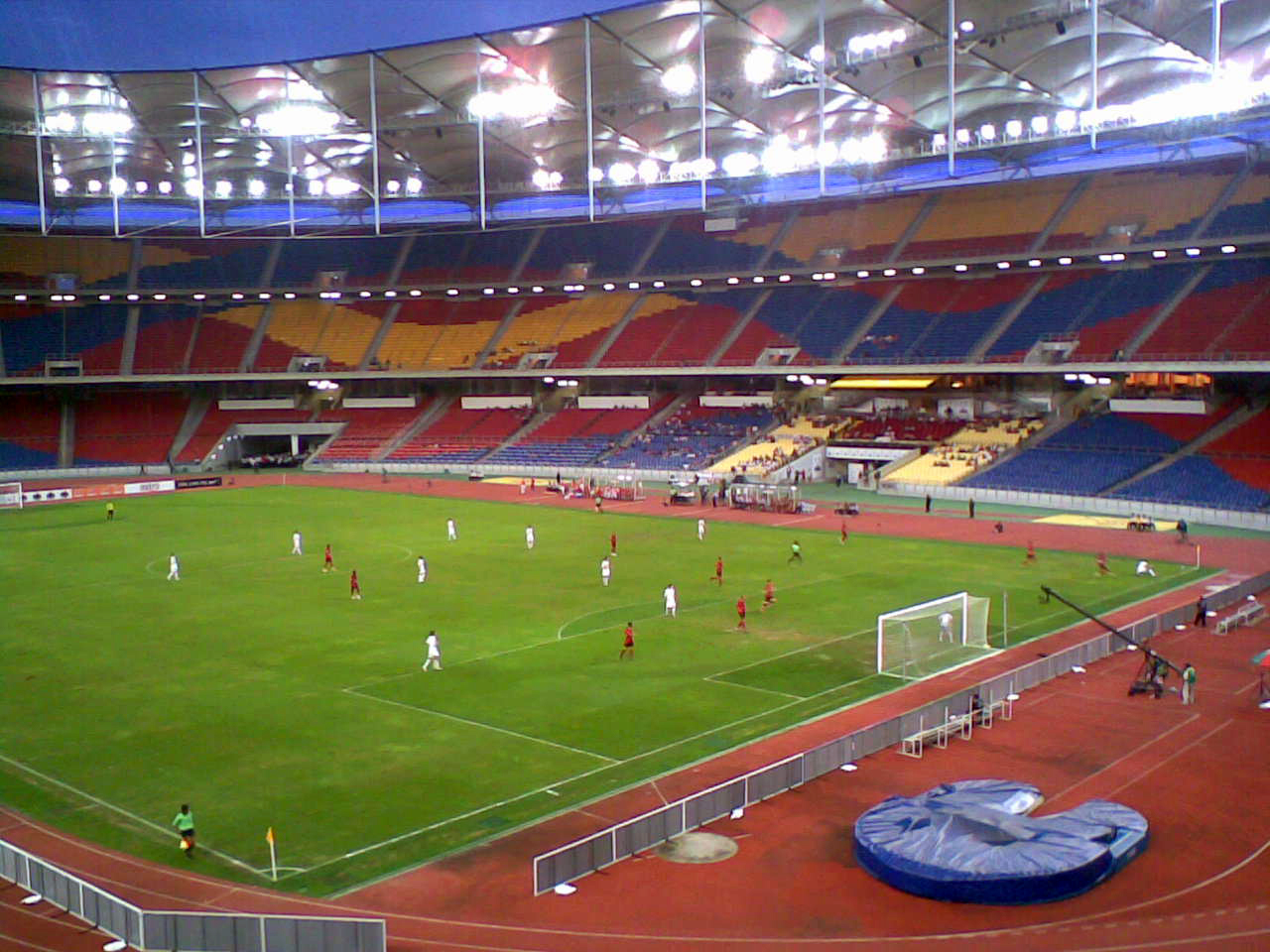
Spiel um Platz 3 des Champions Youth Cup 2007 zwischen AC Mailand und Fluminense Rio de Janeiro (1:3) am 19. August 2007.
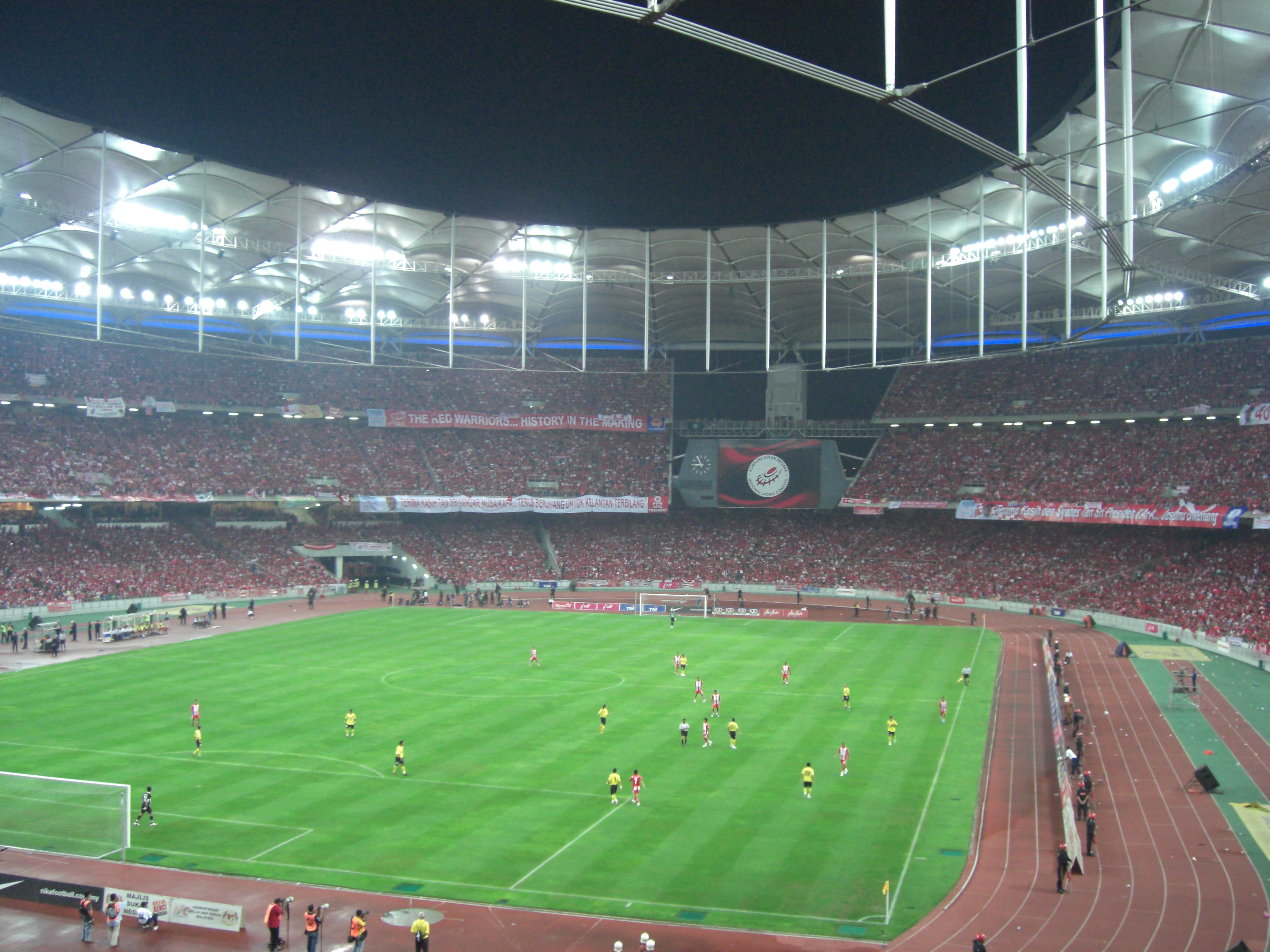
Das Nationalstadion Bukit Jalil beim Finale des Malaysia Cup 2009 zwischen Negeri Sembilan FA und Kelantan FA (3:1).
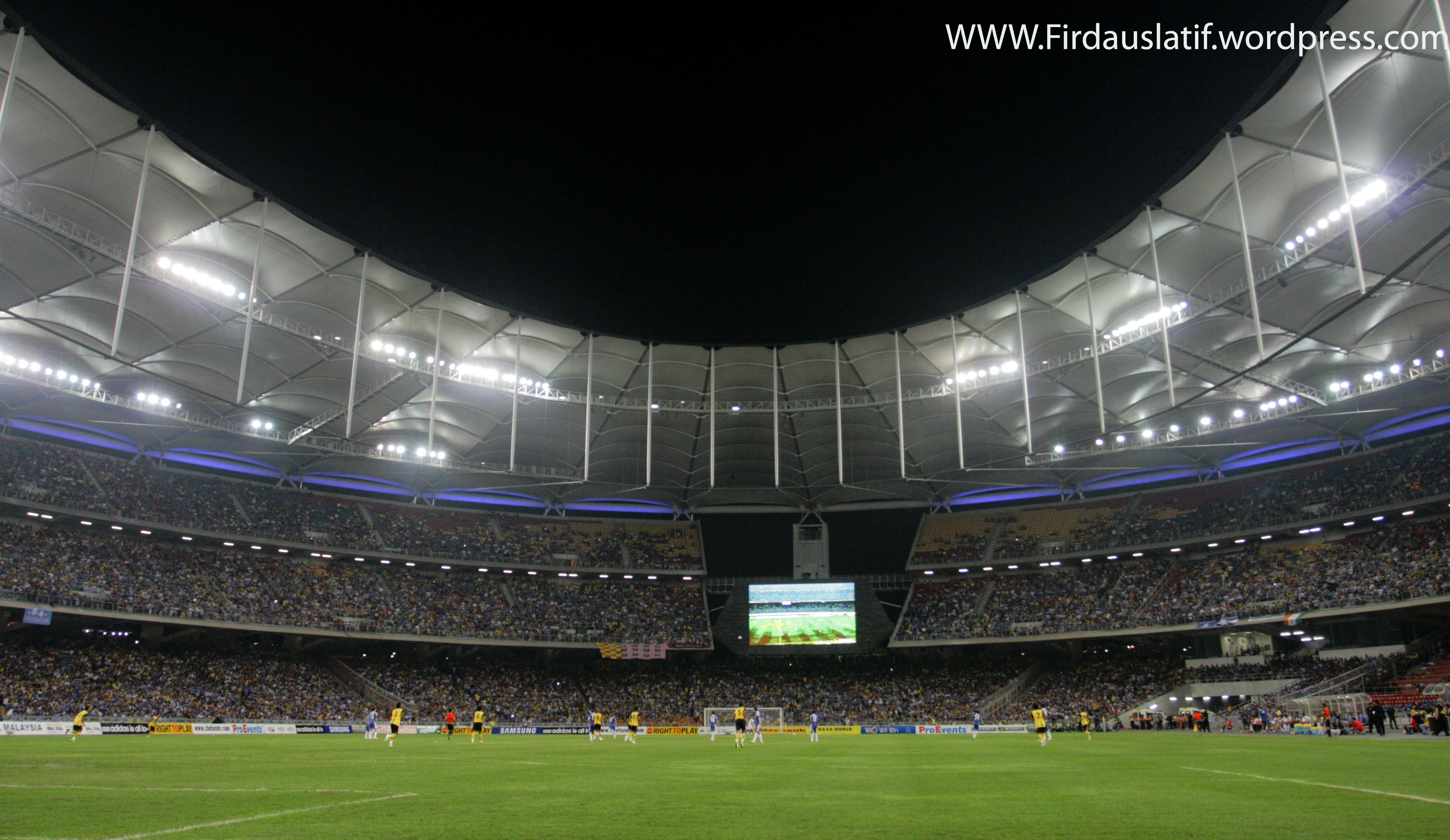
Das Stadion beim Spiel der malaysischen Fußballnationalmannschaft gegen den FC Chelsea im Jahr 2011.